# Deák Júlia
Deák Júlia (Budapest, 1943. április 7. –) író, filmrendező (rövidfilm).

## Életpályája
Az ELTE Bölcsészettudományi Karán végzett, majd hét évig kulturális műsorszerkesztő volt a Magyar Rádió és Televíziónál. Egyetemi tanulmányai mellett elvégezte a MÚOSZ újságíró iskoláját. Televíziós munkájának megszűnése után gyerekszociológusként dolgozott, majd szövegírói tevékenységet folytatott, vállalva hivatalos iratok, beszédek meg- és átfogalmazását. Később megbízásos nyomdászati szolgáltatással, naptárkiadással, és egyéb vállalkozások működtetésével tartotta el 1976-ban megszületett fiúgyermekét.
Írói pályáját Gödrös Júlia néven kezdte. Indulásakor a Kortársban jelentetett meg verseket és a Szederkényi Ervin szerkesztette Jelenkorban novellákat. 1990-ben nevét hivatalosan Deák Júliára változtatta. Ezután Deák Júlia néven publikált novellákat az Élet és Irodalomban, Lyukasórában, a Napútban és regényrészleteket a Jelenkorban és az Alföldben. A Jólismert ajtó c. novelláskötete 2002–ben jelent meg a Fekete Sas Kiadónál, A pincebérlő c. kisregénye pedig 2008-ban a Jelenkor folyóirat Szignatúra Könyvek sorozatában az Alexandra Kiadó közreműködésével. 
Az utóbbi években kisfilmeket is készít. Kisfilmjei, Noises /Zajok/ 2014, Identification /Azonosítás/ 2017, nagy sikerrel szerepelnek a külföldi fesztiválokon. A filmek, a színészi munkát kivéve, ugyanolyan saját készítésű művek, mint az írások, a rendezéstől a vágásig a filmjeit teljesen önmaga kivitelezi. Férjével, Kéri Ádám festőművésszel, 1986-ban kötöttek házasságot.

## Publikációk
Gödrös Júlia néven 
- Csak egy szó kéne, Gyűjtéskor. Versek. /Kortárs, 1968. 12. évf. 7. sz../
- Egy kis infantilizmus. A kudarc. Versek. /Kortárs, 1970. 14 évf. 3. sz./
- A hajtóerő. Apám emlékének. Vers. /Napjaink,1970. 8. sz./
- Lakásszociológia / Jiři Musil : Lakásszociológia, Valóság 1974. 8. sz.
- Társadalmi osztály, nyelv és oktatás /Denis Lawton: Társadalmi osztály, nyelv és oktatás. Könyvismertetés /Valóság 1974. 10. sz.,
- Rezignált gyerekhangok/G. Hallqvist-J.Sjöstrand-S.Widerberg: Ami a szívedet nyomja. Könyvismertetés. /Valóság, 1976. 12. sz./
- Rejtett dimenziók. /E.T. Hall: Rejtett dimenziók Könyvismertetés. /Szociológia 1977. 1. sz./
- Csak egy macska. Ironikus etológiai napló. Gyulai Líviusz illusztrációival. /Állatvilágban folyamatosan 1979-1980./
- Nyaulival egy húron./Hangulatjelentések egy világméretű lakásból./ Meseregény. Részlet. /Dörmögő Dömötör, 1980. 24 évf. 9. sz./
- Komolytalan ember. Novella. /Jelenkor,1981. 5. sz./
- Munkanap. Novella. /Jelenkor, 1982. 6. sz./

 Deák Júlia néven 
- Aranyhörcsög. Novella. /Élet és Irodalom, 1986. június 6./
- A Tacoma híd. Novella. /Élet és Irodalom, 1986. augusztus 8./
- Álomleírások. Novella. /Élet és Irodalom, 1986. október 24./
- Ismeretlen asszony írásos leleteiből. Novella. /Élet és Irodalom, 1987. március 20.
- Ismeretlen asszony írásos leletei. /Kusza kézírás./ Novella. /Élet és Irodalom, 1988. augusztus 5./
- Entrópia. A modern amerikai próza. A posztmodern irányzatot meghaladó kísérletek. Rádióelőadás. /Szabadpolc.1992. Szerkesztő: Bába Iván/
- Invázió I. néni ellen. Novella./ Napút, 2000. 6. sz.
- Földváry Györgyi Emberkertje. Földváry Györgyi: Emberkert. /Lyukasóra, 2002. 7. sz.
- A lakás. Novella. /Lyukasóra, 2002. 2. sz/.
- A macskákért és a szabadságért. Novella. /Lyukasóra, 2002. 5. sz./
- Most jó. Novella. /Lyukasóra, 2002. 11. sz. /
- A jólismert ajtó. Könyv. /2002. Fekete Sas Kiadó./
- A bánat egy tiszta lakásban érhet minket. Novella /Lyukasóra, 2004. 2. sz./
- A pincebérlő. Regényrészlet. / Jelenkor, 2006. 10. sz./
- A pincebérlő. Regényrészlet. / Alföld, 2007. 10. sz./
- Strand. Regényrészlet. /Napút, 2008. 10 évf. 8. sz./
- A Pincebérlő. Könyv. /2008. Alexandra Kiadó – Jelenkor folyóirat „Szignatúra Könyvek” sorozat./

## Írói munkássága
A jólismert ajtó
" A jólismert ajtó  egy sorsmeghatározó élettitok eseményhéjazatát metszi át rétegről rétegre. A határozott jellemű, létező apa erkölcsi világa és az emlékezetből már-már kihulló, halott édesanya valósága egyetlen lélekben – épp elegendőek egy krónikus tudatdrámához." (Csajka Gábor Cyprian: Mértékkeresések. Deák Júlia: A jólismert ajtó./Könyvpiac, 2002. június 1.)
"Kezdetben verseket publikáltam, de ezek a versek csak arra voltak jók, hogy eljussak általuk egy saját prózához, amelyben a szavak éppen olyan fontosak, éppen olyan felcserélhetetlenül mély jelentőséget hordoznak a maguk szöveghelyén, mint a versekben." (Deák Júlia)
(Csokonai Attila. Kitáruló ajtók / Interjú a szerzővel. Könyvhét 2002. 06. 27.)
A pincebérlő
„A pincebérlő nem a politikai, hanem, mondhatni, a zsigeri, alulról jövő tapasztalatot önti formába, annak a rétegnek a tapasztalatait, amelyet a „rendszerváltás vesztesei” néven szokott emlegetni a napi zsurnalisztika. [...] A történet hőse valamiféle határvidéken sétál, sajátos, egyszerre nyomasztó és szabadon lebegő helyzetben találja magát, – akárcsak maga az ország 1989 -ben.”
(Az apró, színes joghurtok kora. /Keresztesi József, Alexandra-Könyvjelző, 2008. 4. sz./ Deák Júlia: A pincebérlő.)
"A hivatalos és az alvilági erők – anélkül, hogy egymást tudomásul vennék – együttes erővel hajszolják végzetébe a hősnőt. Ha régen a romlás előjeleit érzékelték a kor látnokai, akkor Deák Júlia már a kifejletet rögzíti látomásaiban. Ha lassan és késlekedve is, végre a nyolcvankilences korszak múltával is megszületik a tiltakozás irodalma."
(Valahol otthon? Ezen a világon? /Alföldy Jenő, Kortárs, 2009. 2. sz./ Deák Júlia: A pincebérlő.)(Szignatúra Könyvek, 2008.)
„A tökéletesen magányos főhős az országgal egy időben kerül határhelyzetbe, és pontosan érzékeli, hogy számára az új rendszer is ugyanolyan idegen, mint a korábbi. Sőt, mintha tulajdonképpen nem is lenne jelentős a kettő közötti különbség....Hamarosan pedig azt is meg kell tapasztalnia, hogy ez a mostani világ sem tűri meg az ellenállókat. A sorba be kell állni – enciánkék bevásárlókosárral.”
(Földalatti ellenállás és életnagyságú realizmus /Ember Nóra, Félonline, 2014. 02. 15./)

## Filmek
- Deák Júlia: Noises /Zajok/, rövidfilm, 2014. Forgatókönyv, rendezés, operatőri munka, vágás, hang, produceri munka..
- Deák Júlia: Identification /Azonosítás/, rövidfilm, 2017. Forgatókönyv, rendezés, operatőri munka, vágás hang, produceri munka.

## Díjak, elismerések
- MTV Elnöki Nívódíj, 1972. március 24.

Noises /Zajok/, kisfilm. 2014.
- New Media Film Festivalra meghívás, szereplés az Art on Wall /Művészet a falon/ nemzetközi kiállításon 2014-ben.

Identification /Azonosítás/ kisfilm. 2017.
- Switzerland International Film festival. A legjobb rövidfilm díja, 2017.
- Best Short Competition. A fesztivál Award of Merit díj. A legjobb rövidfilm. 2017.
- European Independent Film Awards. Platinum Award díj. A legjobb elbeszélő rövidfilm. 2017.
- Direct Short Online Film Festival. DSOF Award díj, A legjobb elbeszélő rövidfilm. 2017.
- LA Shorts Awards. Gold Award díj. A legjobb rövidfilm. 2017.
- International Independent Film Awards. Honorable Mention díj. A legjobb rövidfilm. 2018.
- American Movie Awards. Special Marquee díj. A legjobb film. 2018.
- The IndieFest Film Awards. Award of Merit díj. A legjobb rövidfilm. A fesztivál legjobb filmje. 2018.
- Accolade Competition, Award of Merit díj. A legjobb rövidfilm. 2018.
- Spotlight Short Film Awards, Bronze Awards. A legjobb rövidfilm. 2018.